# Jacques Geus
Jacques Geus (Laeken, 22 febbraio 1920 – Saint-Josse-ten-Noode, 13 luglio 1991) è stato un ciclista su strada belga.
Professionista dal 1941 al 1956 vinse il Grand Prix de Wallonie nel 1949.
Fece parte della squadra dei Cadetti belgi al Tour de France 1949.
Nel 1941 e nel 1942 fu terzo alla Freccia Vallone, nel 1947 secondo ai campionati nazionali e nel 1949 terzo alla Parigi-Tours.

## Palmarès
- 1938 (Dilettanti, una vittoria)

Campionati belgi dilettanti, in linea
- 1939 (Dilettanti, una vittoria)

Campionati belgi dilettanti, in linea
- 1946 (Rochet-Dunlop, due vittorie)

Paris-Limoges
Omloop van de Amblève
3ª tappa Grand Prix de la République (Saint Gaudens > Toulose)
- 1949 (Rochet-Dunlop, due vittorie)

Grand Prix de Wallonie
Liegi-Courcelles
Circuit de l'Ouest de la Belgique à Mons
- 1950 (Rohette-Dunlop, una vittoria)

Bruxelles-Curcuelles

### Altri successi
- 1947

1ª tappa Grand Prix des Routiers (Westerlo > Bosvoorde cronosquadre)

## Piazzamenti

### Grandi giri
- Tour de France

1949: 27º

### Classiche monumento
- Giro delle Fiandre

1940: 27º
1941: 37º
1948: 59º
1949: 51º
- Parigi-Roubaix

1949: 12º
1952: 88º
- Liegi-Bastogne-Liegi

1947: 31º
1949: 8º
1951: 61º

### Competizioni mondiali
- Campionati del mondo

Valkenburg 1938 - In linea dilettanti: 20º